# Eriospermum stenophyllum
Eriospermum stenophyllum är en sparrisväxtart som beskrevs av Friedrich Welwitsch och John Gilbert Baker. Eriospermum stenophyllum ingår i släktet Eriospermum och familjen sparrisväxter.
Artens utbredningsområde är Angola. Inga underarter finns listade i Catalogue of Life.